# Keegan-Michael Key
Keegan-Michael Key (sinh ngày 22 tháng 3 năm 1971) là một diễn viên, diễn viên hài, nhà văn và nhà sản xuất người Mỹ. Anh đóng vai chính trong loạt phim hài kịch của Trung tâm hài kịch Key & Peele (2012–2015) và đồng đóng vai chính trong loạt phim hài của USA Network Playing House (2014–2017). Anh đã là diễn viên sáu số trên Mad TV (2004–2009) và đã thủ vai diễn viên phụ trên phiên bản Hoa Kỳ của Whose Line là nó Dù sao? trên CW. Ông cũng xuất hiện trong mùa giải đầu tiên của loạt FX Fargo vào năm 2014, và đã có một vai trò định kỳ vào mùa thứ sáu và thứ bảy của Parks and Recreation từ 2013-2015. Anh đã tổ chức phiên bản Hoa Kỳ về động vật hài hước nhất trên hành tinh của Mỹ từ năm 2005 cho đến khi kết thúc của bộ phim vào năm 2008.
Anh tham gia diễn xuất trong quái thú vô hình năm 2018.